# Théâtre National Populaire
Il Théâtre National Populaire (TNP) è un'istituzione teatrale francese fondata nel 1920 da Firmin Gémier a Parigi e che dal 1972 ha sede a Villeurbanne. Il TNP si propone il compito di sviluppare una politica di spettacoli di qualità, accessibili a un vasto pubblico, ovvero, secondo la formula di Antoine Vitez, a fare del teatro « elitario per tutti ».
Il TNP nell'ordinamento francese ha la qualifica di Centre dramatique national. 

## Storia

### Periodo Firmin Gémier (1920-1933)
Al momento della sua fondazione il TNP aveva sede nel palais du Trocadéro di Parigi e aveva come compito istituzionale quello di allestire spettacoli destinati a un pubblico popolare. Albert Fourtier, Paul Abram e Pierre Aldebert si succedettero alla direzione del Théâtre de Chaillot, costruito nel 1937 al posto del Trocadéro. 
Nel 1945 il TNP fu chiuso e poco tempo dopo l'ONU si stabilì nei locali dove prima era ospitato il teatro.

### Periodo Jean Vilar (1951-1963)

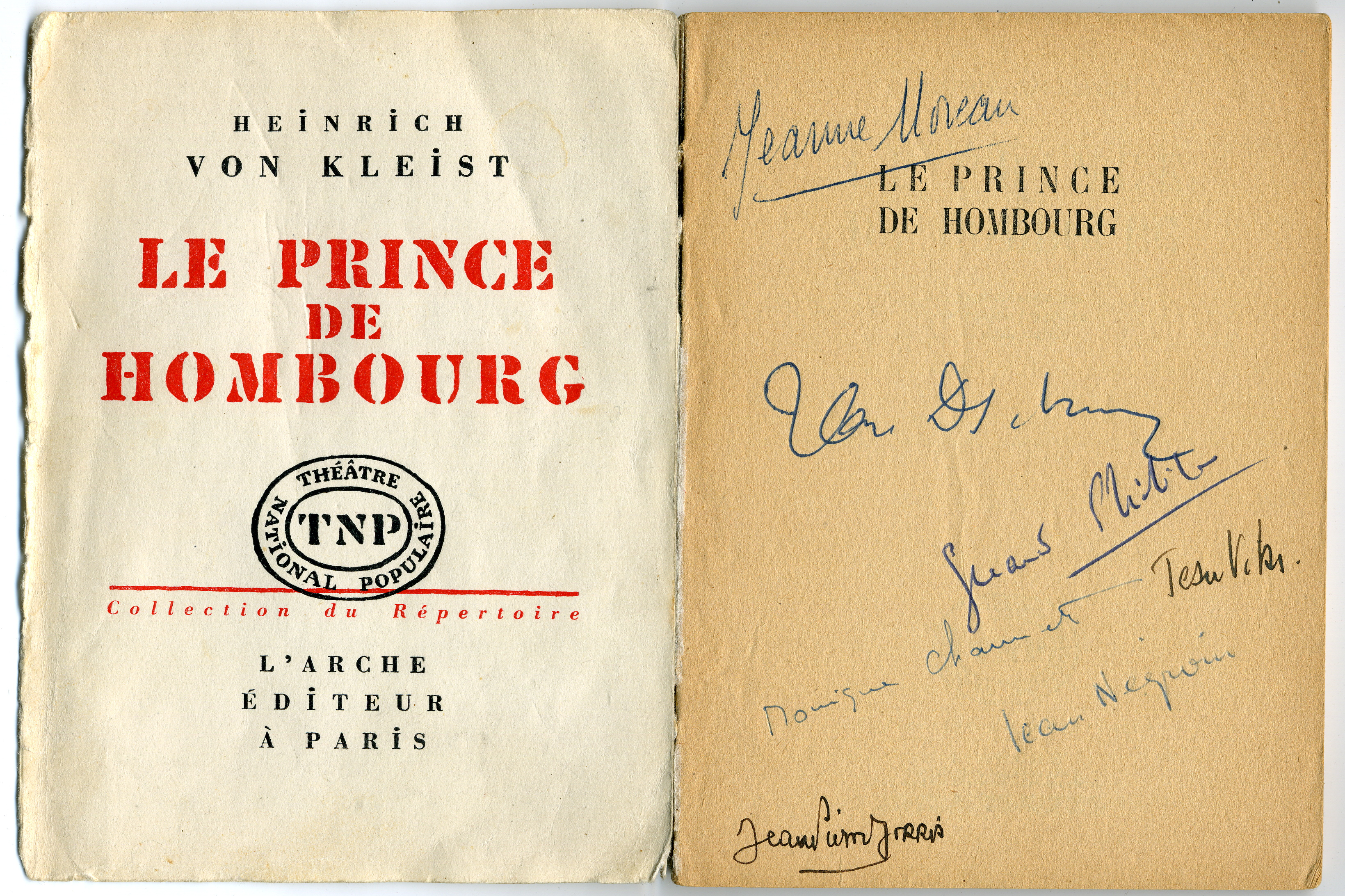
Copione del Principe di Homburg autografato dagli attori nel 1952

Nel 1951 Jean Vilar - che aveva fondato il festival d'Avignon nel 1947 - prese la direzione del nuovo TNP con l'appoggio di Jeanne Laurent. Inizialmente il TNP si esibiva a Suresnes, in attesa che gli fosse restituito il Palazzo Chaillot. Jean Vilar si adoperava per offrire spettacoli di qualità, ma accessibili a un ampio pubblico, ritenendo il teatro un servizio pubblico come gli altri. Sotto la sua direzione il TNP riunì una troupe di attori giovani e brillanti, il più celebre dei quali era Gérard Philipe, che egli dirigeva in opere classiche come Il Cid di Corneille o Il principe di Homburg di Heinrich von Kleist. 
Nello stesso tempo, Jean Vilar reclutò come direttore della musica il giovane compositore Maurice Jarre, il quale compose le partiture di trentasei opere teatrali, fra cui particolare successo riscosse la fanfara del Lorenzaccio. Jean Vilar si avvaleva anche del contributo della coppia di chansonniers cabarettisti Marc e André per cantare le canzoni delle pièces che allestiva. La canzone Les chemins de l'amour fece ottenere a Marc e André il loro secondo Grand Prix du Disque dell'Académie Charles-Cros nel 1963: questo brano (parole di Jean Anouilh, musica di Francis Poulenc) era stato scritto per la  Léocadia di Anouilh.
Il TNP fu uno dei primi teatri a svolgere un'attività di comunicazione. Il pubblico veniva contattato attraverso un'opera di comunicazione basata sulla rivista Bref, e soprattutto sulla collaborazione con l'associazionismo e i dopolavori. Jean Vilar riuscì a far conoscere il teatro a un pubblico ampio e a dargli un'immagine nuova, sebbene gli si sia stato rimproverato di non esser mai riuscito a far venire il "pubblico operaio". Il TNP fu un modello seguito da vari teatri di provincia.
Gli archivi del Théâtre national populaire (principalmente del periodo della direzione di Jean Vilar) sono conservati presso gli Archives nationales.

### Periodo Georges Wilson (1963-1972)
Nel 1963 Georges Wilson succedette a Vilar e creò una seconda sala, dedicata agli autori contemporanei.

### Periodo Roger Planchon (1972-2002)
Nel 1972 il Théâtre de Chaillot venne affidato alla direzione di Antoine Vitez. Il ministro della cultura Jacques Duhamel decise allora di trasferire il TNP a Villeurbanne, presso il Théâtre de la Cité de Villeurbanne, fondato nel 1957 da Roger Planchon. Il TNP passò sotto la direzione di Patrice Chéreau, Robert Gilbert e Roger Planchon, con il compito esplicito di presentare i propri allestimenti attraverso la Francia, nella rete delle istituzioni culturali nazionali.
Nel 1986, Georges Lavaudant sostituì Patrice Chéreau e condivise la direzione del teatro con Roger Planchon fino al 1996.

### Periodo Christian Schiaretti (2002-2020)
Nel 2002 Christian Schiaretti, già direttore della Comédie de Reims, è subentrato a Roger Planchon. Il TNP ha allora una compagnia stabile di tredici attori.
Fra il 2007 e il 2011 è stata attuata una ristrutturazione e un ampliamento dell'edificio. Dopo questi lavori il TNP è dotato di tre sale da spettacolo e da quattro sale prova.

### Periodo Jean Bellorini (2020- )
A partire dal 1º gennaio 2020, il regista Jean Bellorini ha sostituito Christian Schiaretti come direttore.